# Madge Ryan

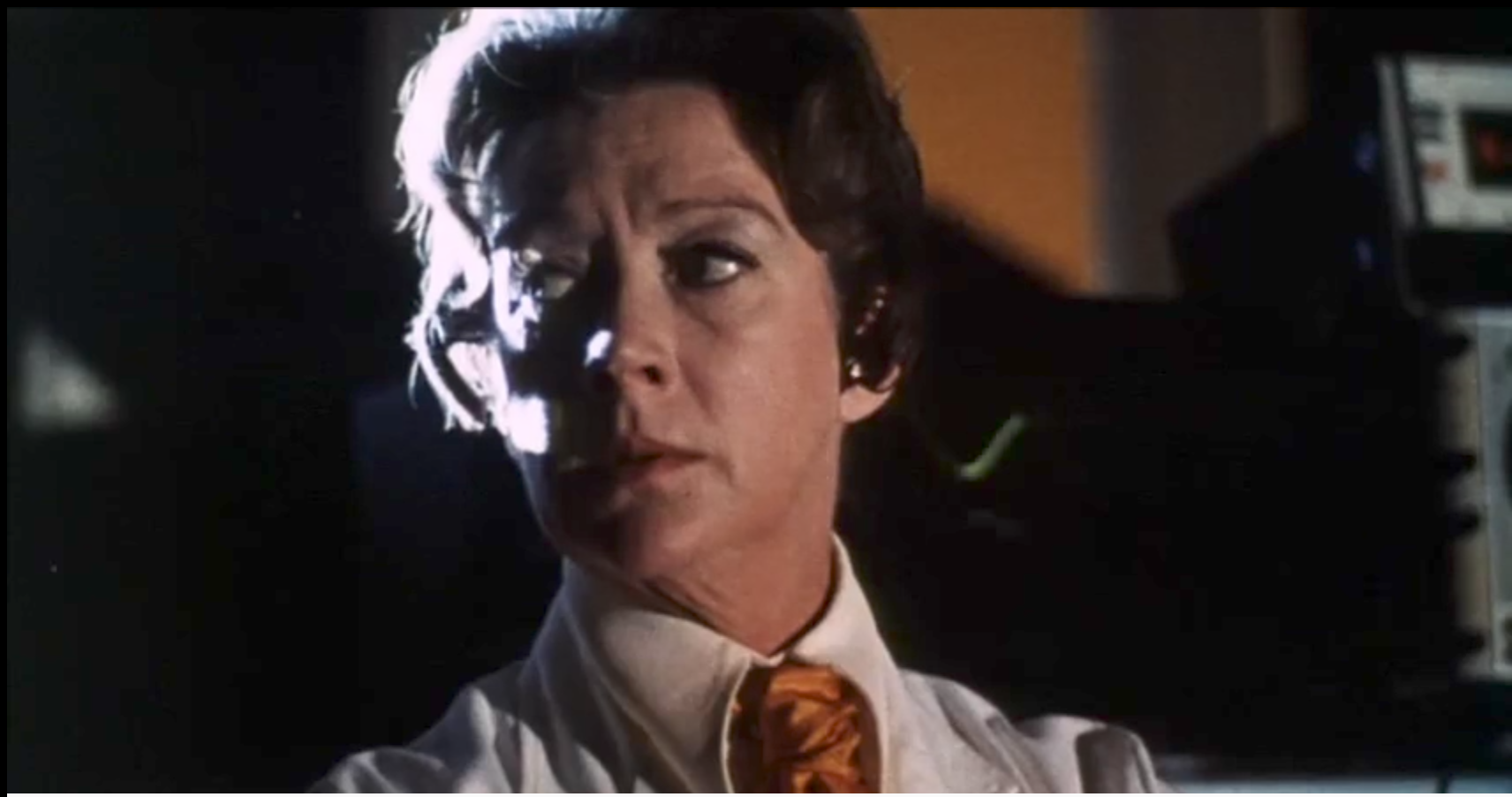
Madge Ryan

Madge Ryan (* 8. Januar 1919 in Townsville, Queensland; † 9. Januar 1994 in London, England) war eine australische Schauspielerin.

## Leben
Ryan war in Australien bereits eine etablierte Theaterschauspielerin, als Laurence Olivier sie 1957 mit der Originalbesetzung von Summer of the 17th Doll ans Londoner Westend holte. Nach großem Erfolg in London wurde das Stück Anfang 1958 auch am Broadway aufgeführt. Nach 29 Aufführungen kehrte sie nach London zurück und spielte am Old Vic Theatre  unter anderem in Shakespeare-Produktionen wie Hamlet und Romeo und Julia sowie die Titelrolle in Bertolt Brechts Mutter Courage und ihre Kinder.
In den 1960er Jahren spielte sie in verschiedenen Fernsehfilmen und Fernsehserien wie Mit Schirm, Charme und Melone und Simon Templar. Zudem trat sie in Ted Kotcheff erstem Spielfilm  Tiara Tahiti an der Seite von James Mason auf. In den 1970er Jahren war sie unter anderem in Stanley Kubricks Uhrwerk Orange und Alfred Hitchcocks Frenzy zu sehen. Ihren letzten Spielfilmauftritt hatte sie 1993 mit einer kleinen Nebenrolle in der britischen Filmkomödie Und ewig schleichen die Erben neben Eric Idle und John Cleese. Bis kurz vor ihrem Tod stand sie noch in Medea neben Diana Rigg auf der Theaterbühne des Wyndham’s Theatre am Londoner Westend.
Madge Ryan starb einen Tag nach ihrem 75. Geburtstag, am 9. Januar 1994 in London.

## Filmografie (Auswahl)
- 1962: Tiara Tahiti
- 1963: Doktor in Nöten (Doctor in Distress)
- 1964: Mit Schirm, Charme und Melone (The Avengers) (Fernsehserie, 1 Folge)
- 1966: Simon Templar (Fernsehserie, 1 Folge)
- 1969–71: Paul Temple (Fernsehserie, 2 Folgen)
- 1970: Randall & Hopkirk – Detektei mit Geist (Randall & Hopkirk (Deceased)) (Fernsehserie, 1 Folge)
- 1971: Uhrwerk Orange (A Clockwork Orange)
- 1972: Frenzy
- 1978: Die Schlemmer-Orgie (Who Is Killing the Great Chefs of Europe?)
- 1978: Der Doktor und das liebe Vieh (All Creatures Great and Small) (Fernsehserie, 2 Folgen)
- 1979: Tödliche Botschaft (The Lady Vanishes)
- 1983: Jim Bergerac ermittelt (Bergerac) (Fernsehserie, 1 Folge)
- 1992: Casualty (Fernsehserie, 1 Folge)
- 1993: Und ewig schleichen die Erben (Splitting Heirs)